# Liste der Baudenkmäler im Kreis Paderborn

Kreis Paderborn

Die Liste der Baudenkmäler im Kreis Paderborn umfasst:
- Liste der Baudenkmäler in Altenbeken
- Liste der Baudenkmäler in Bad Lippspringe
- Liste der Baudenkmäler in Bad Wünnenberg
- Liste der Baudenkmäler in Borchen
- Liste der Baudenkmäler in Büren
- Liste der Baudenkmäler in Delbrück
- Liste der Baudenkmäler in Hövelhof
- Liste der Baudenkmäler in Lichtenau
- Liste der Baudenkmäler in Paderborn
- Liste der Baudenkmäler in Salzkotten

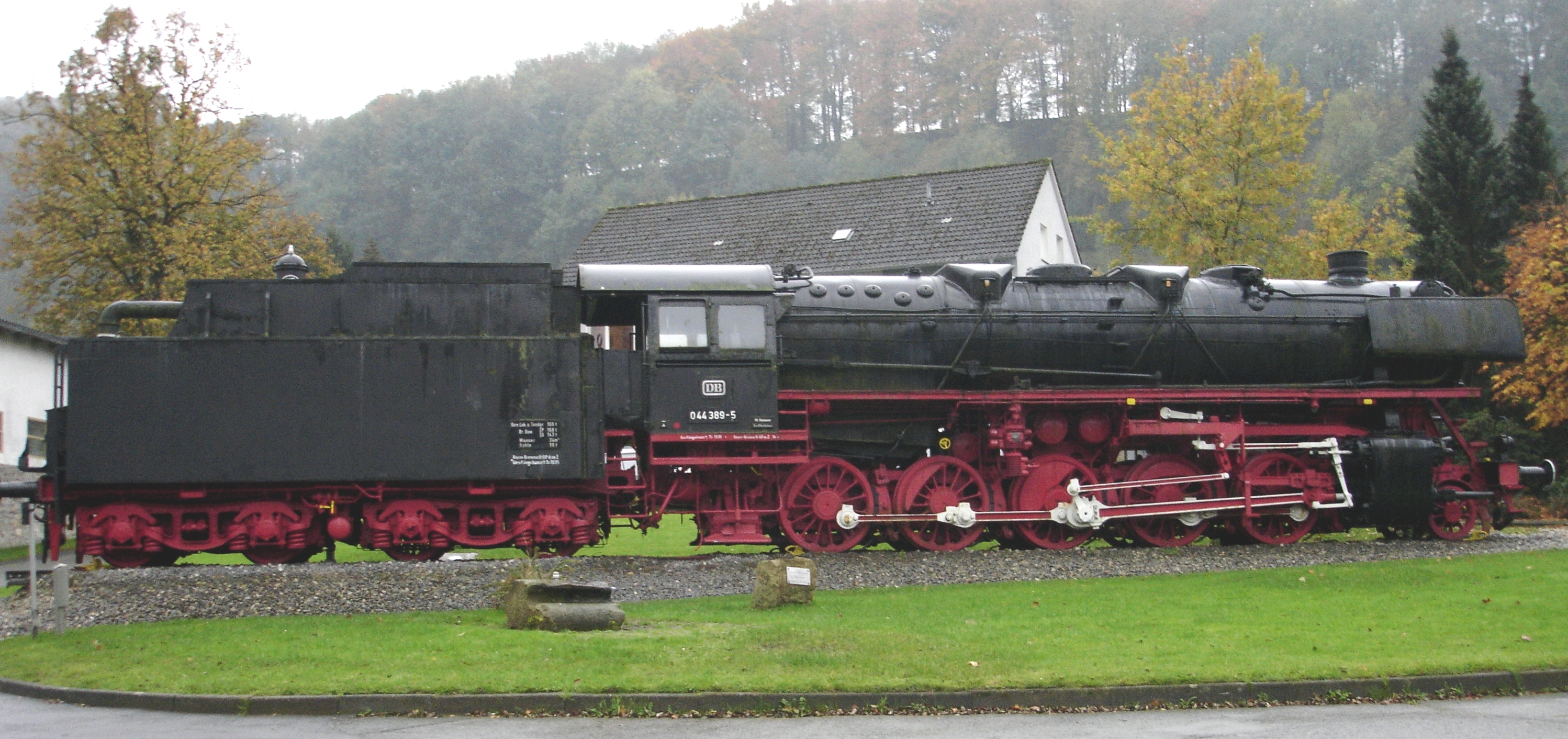
Museumslok Baureihe 44 (Altenbeken)
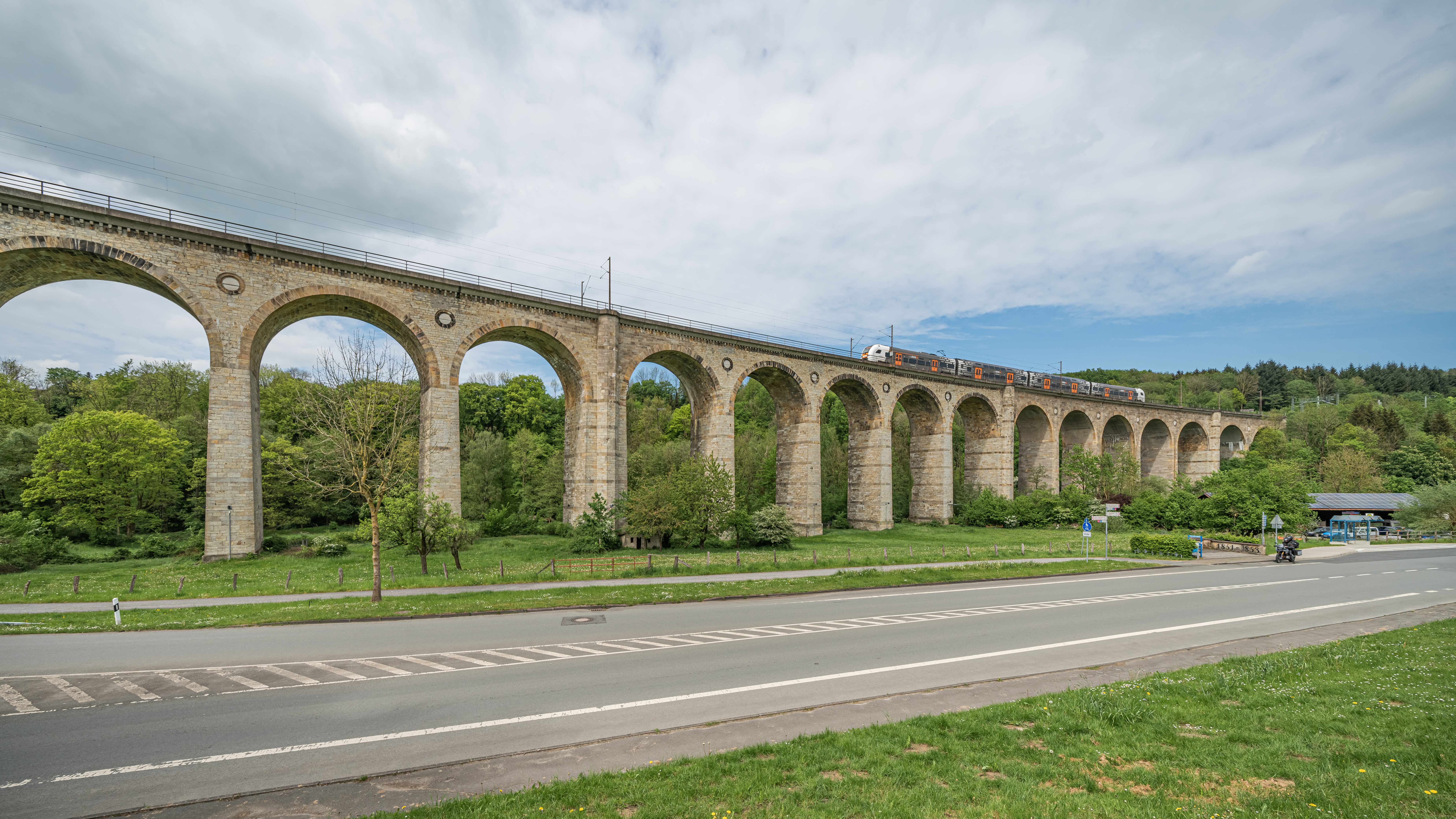
Großer Eisenbahnviadukt (Altenbeken)
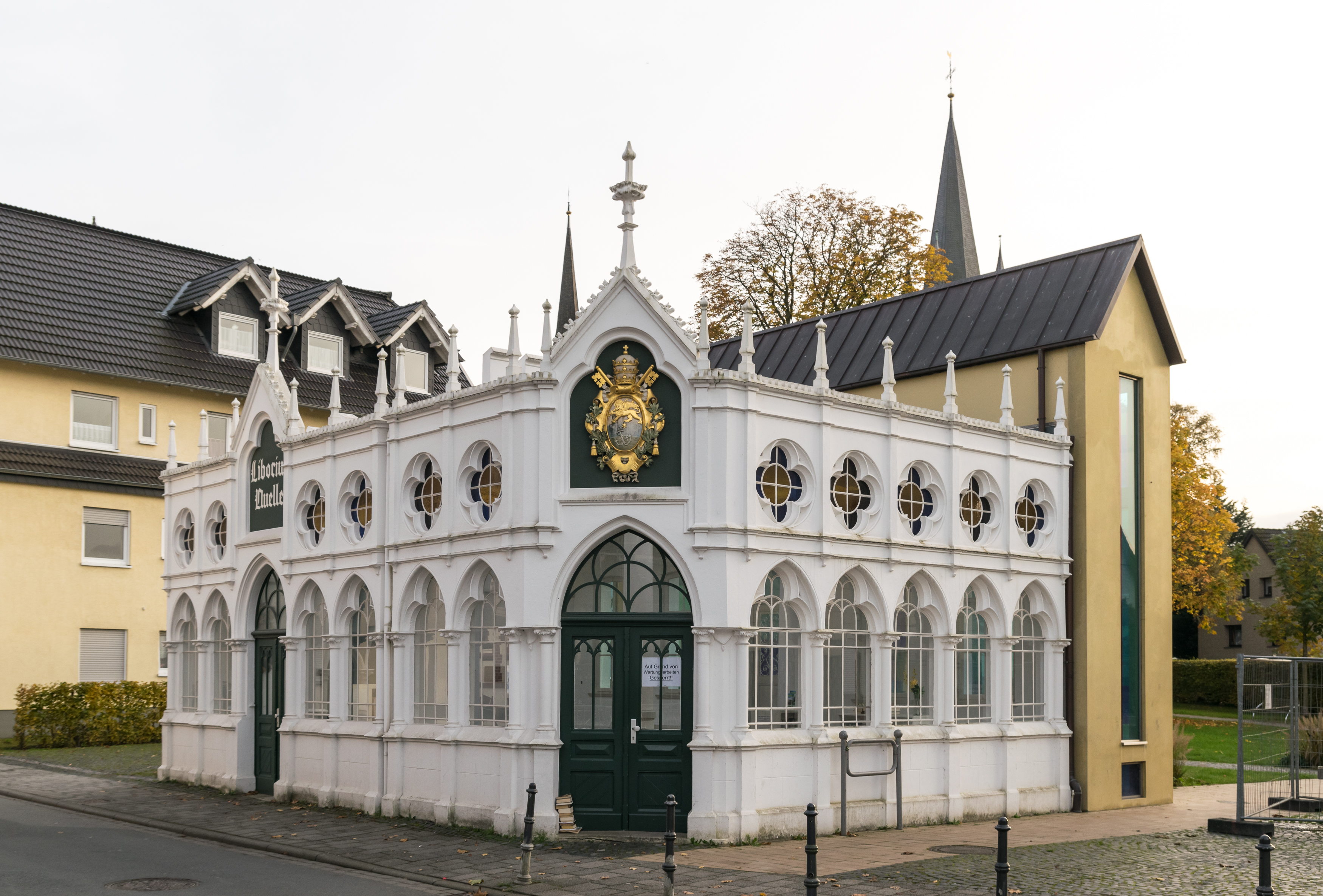
Brunnenhaus Liboriusquelle (Bad Lippspringe)
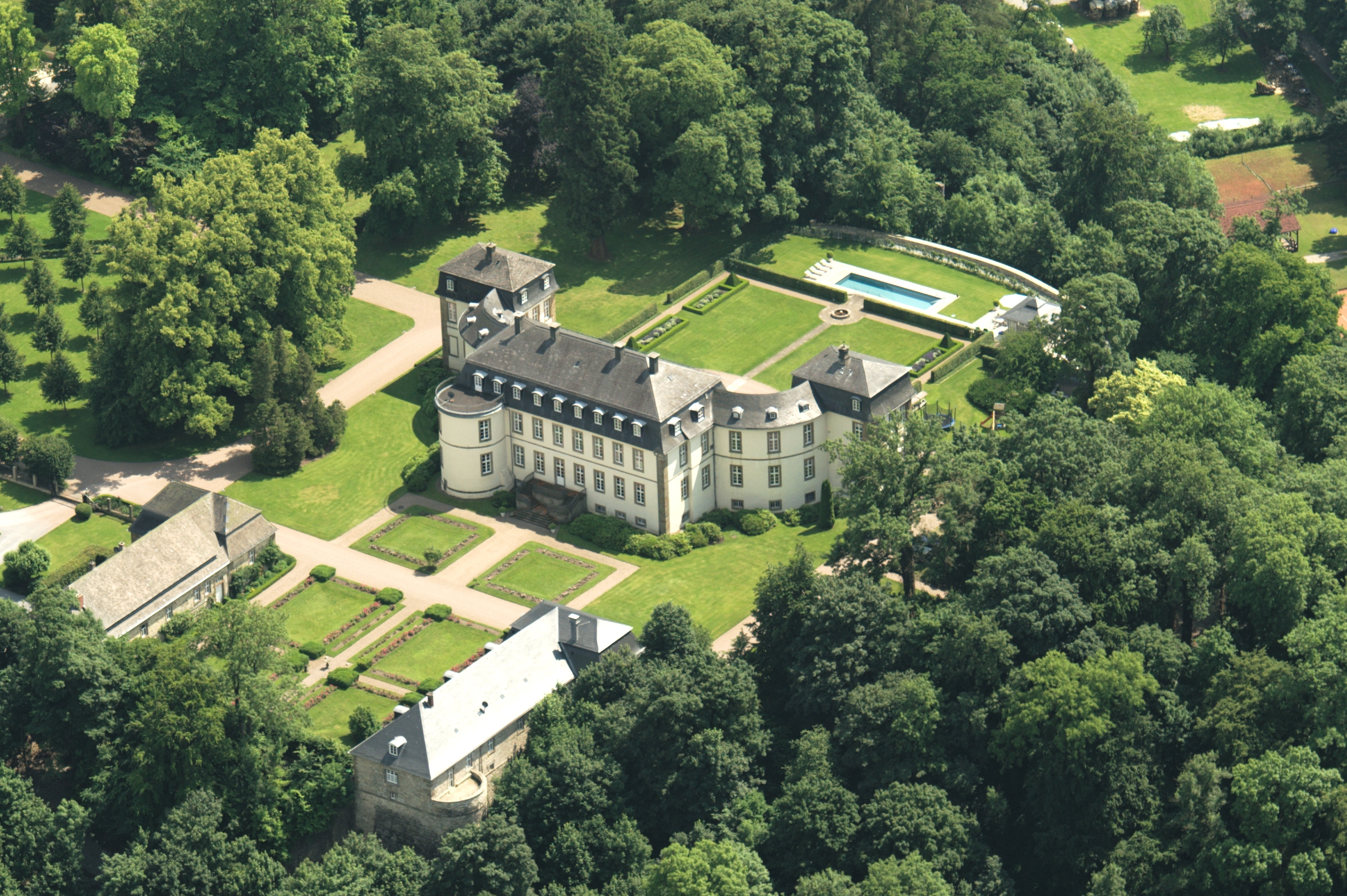
Schloss Fürstenberg (Bad Wünnenberg)
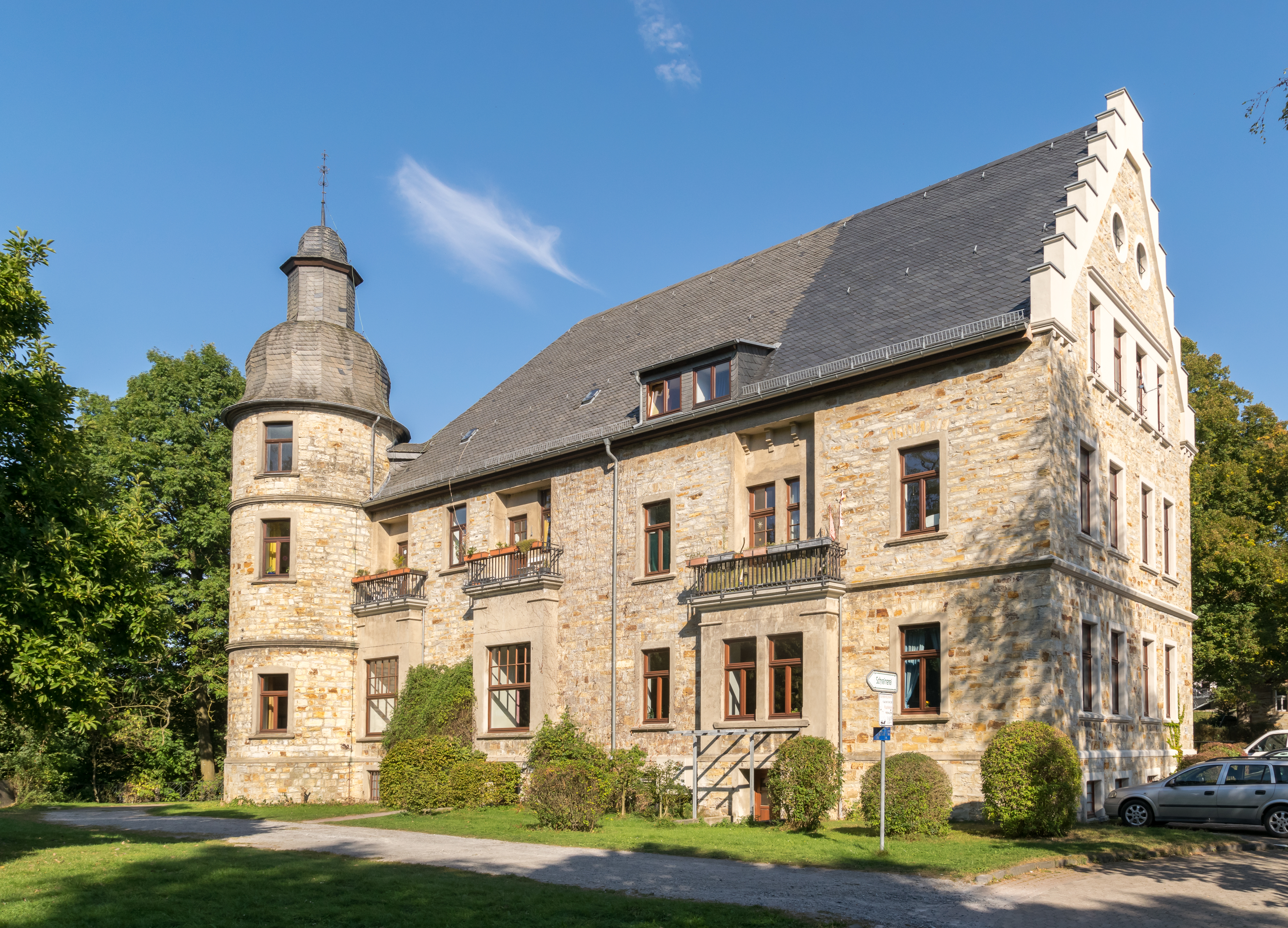
Schloss Hamborn (Borchen)
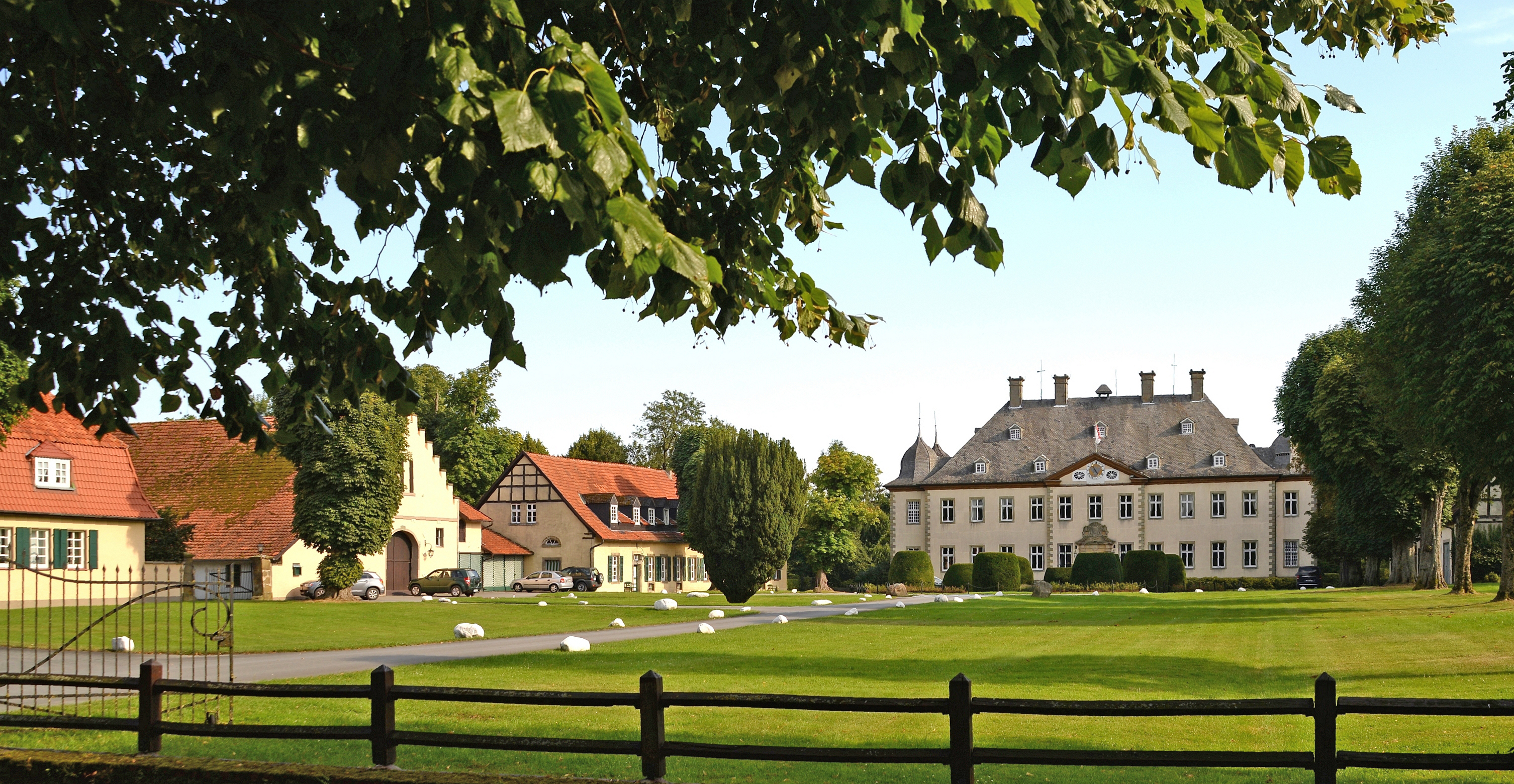
Schloss Erpernburg (Büren)
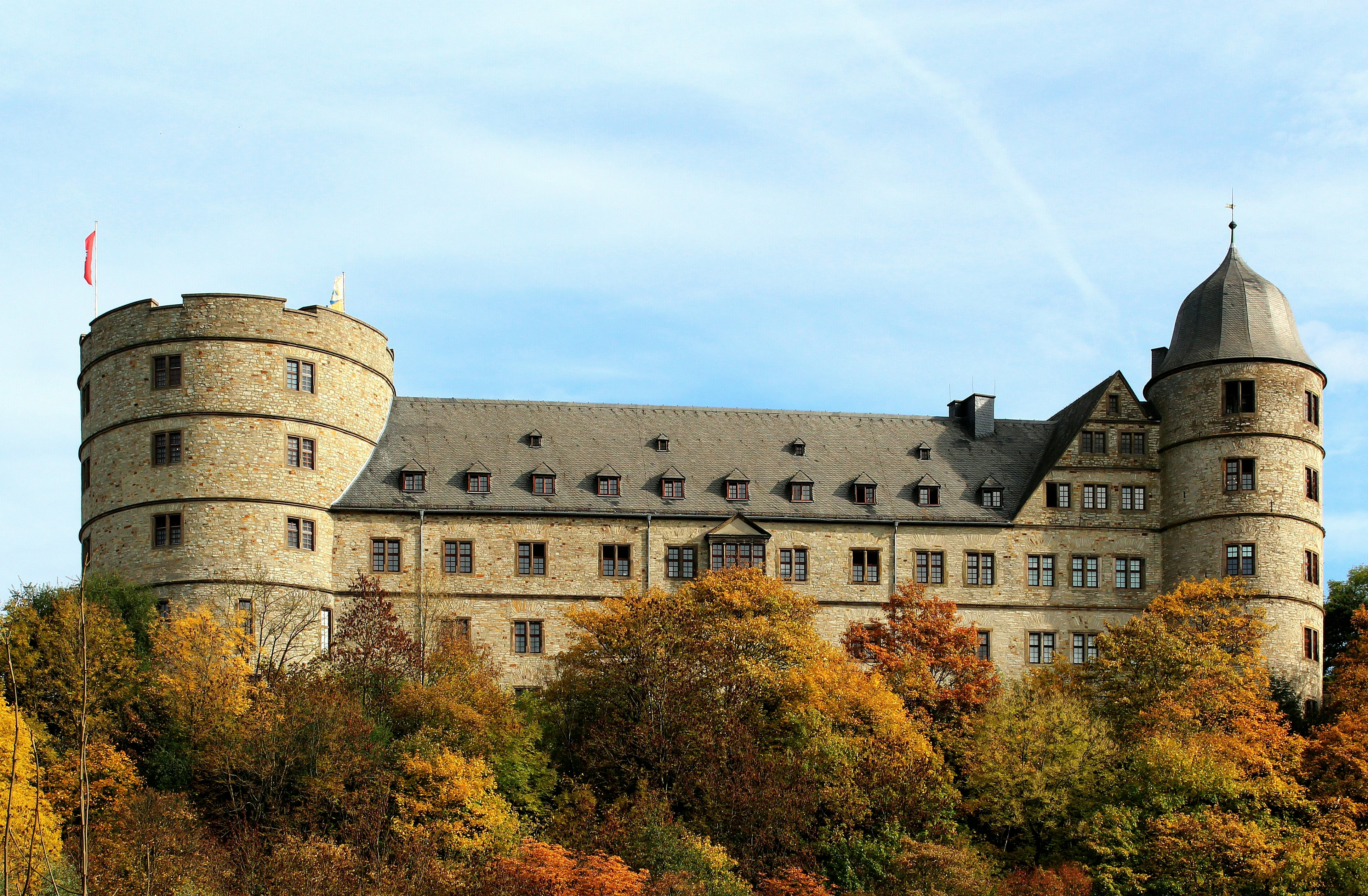
Wewelsburg (Büren)
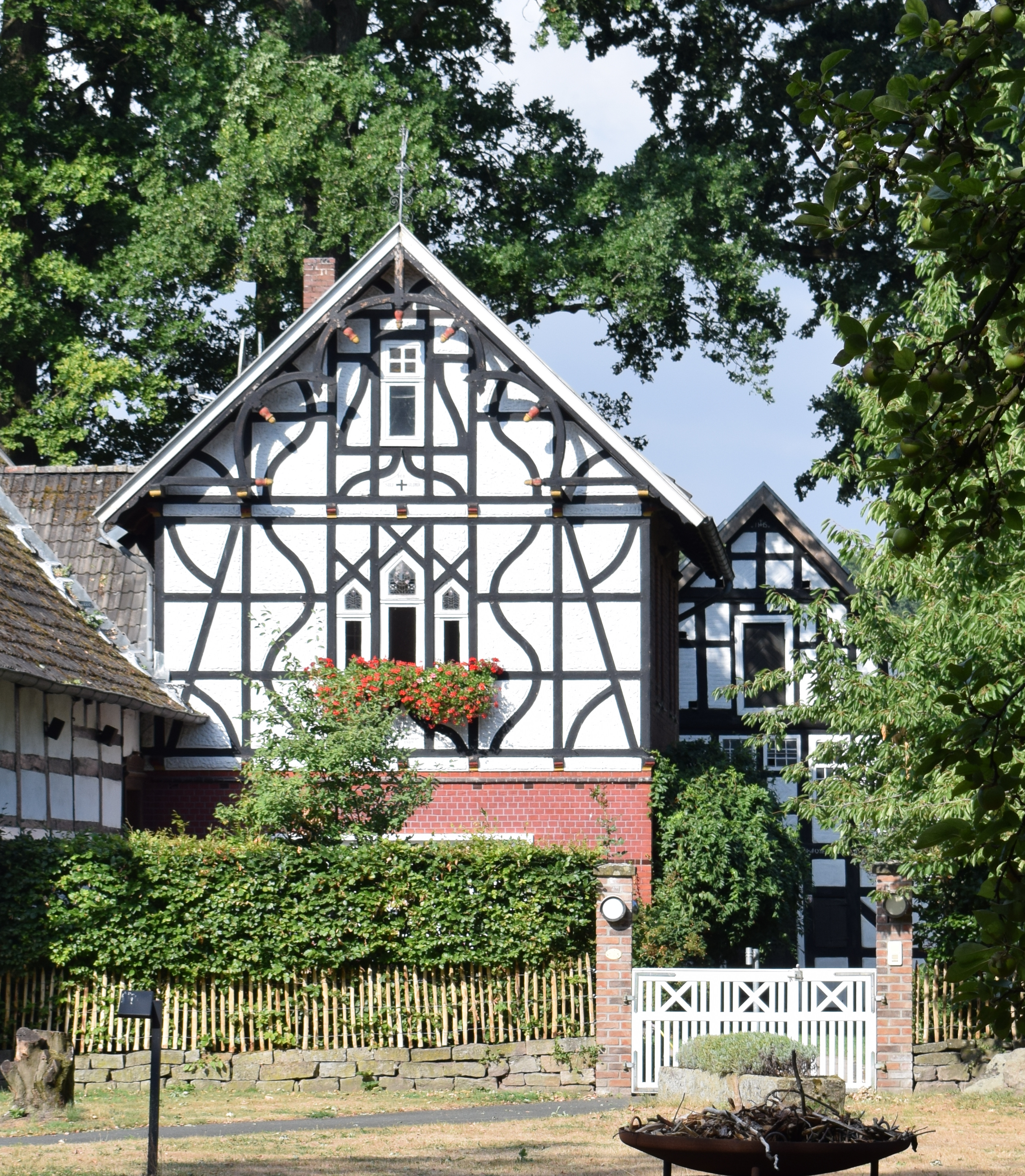
Speicher (Delbrück)
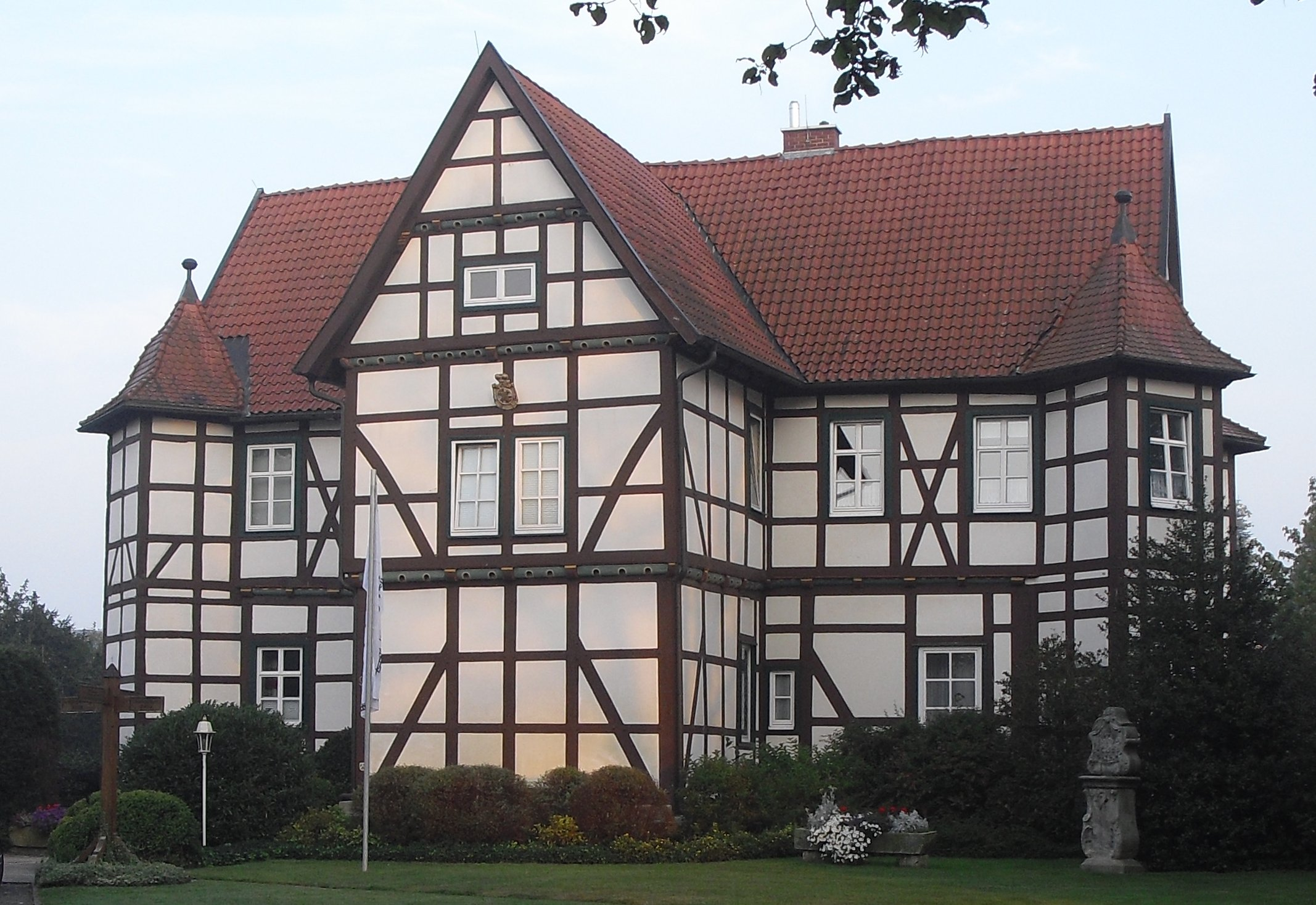
ehem. Fürstbischöfliches Jagdschloss (1661) (Hövelhof)
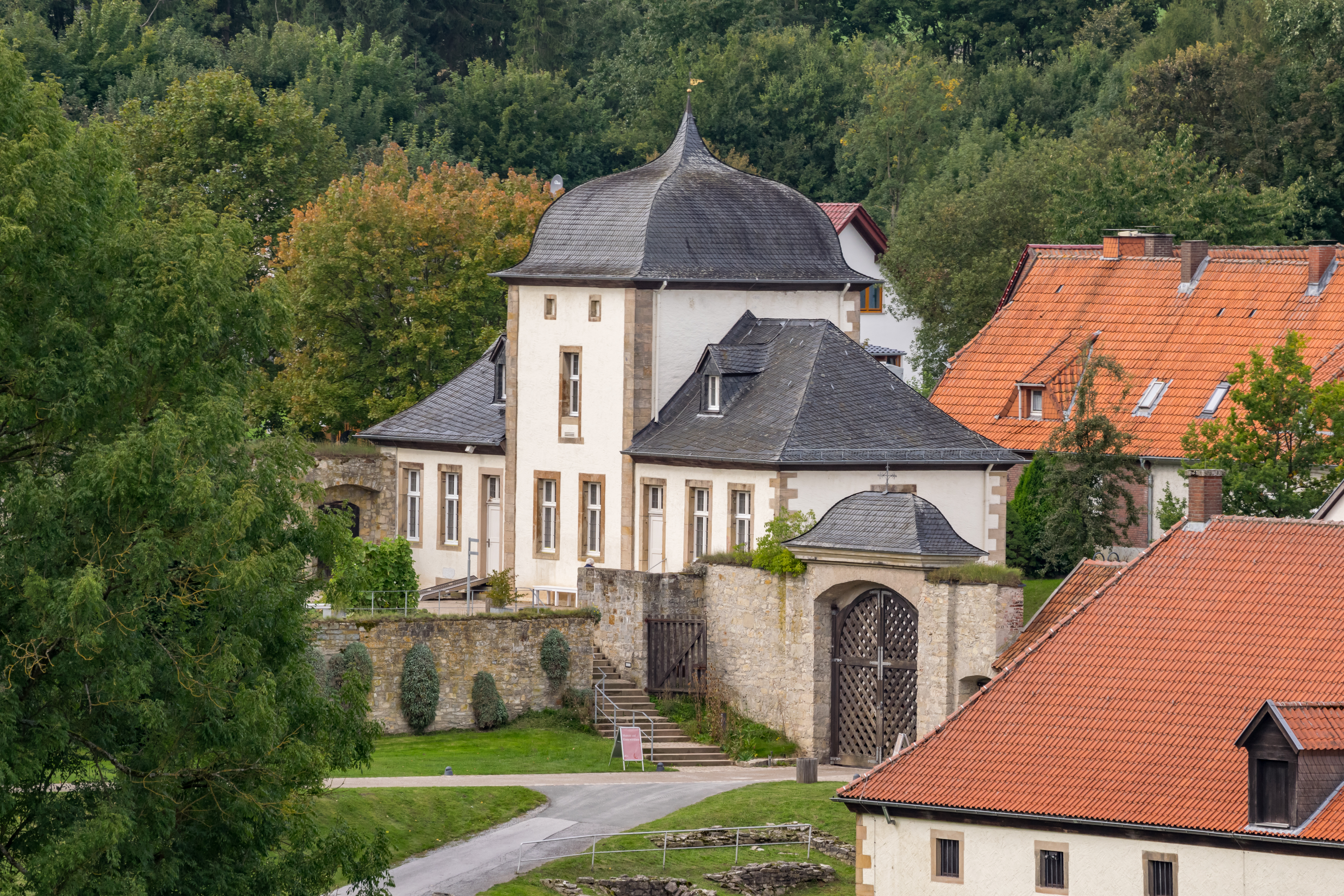
Kloster Dalheim (Lichtenau)
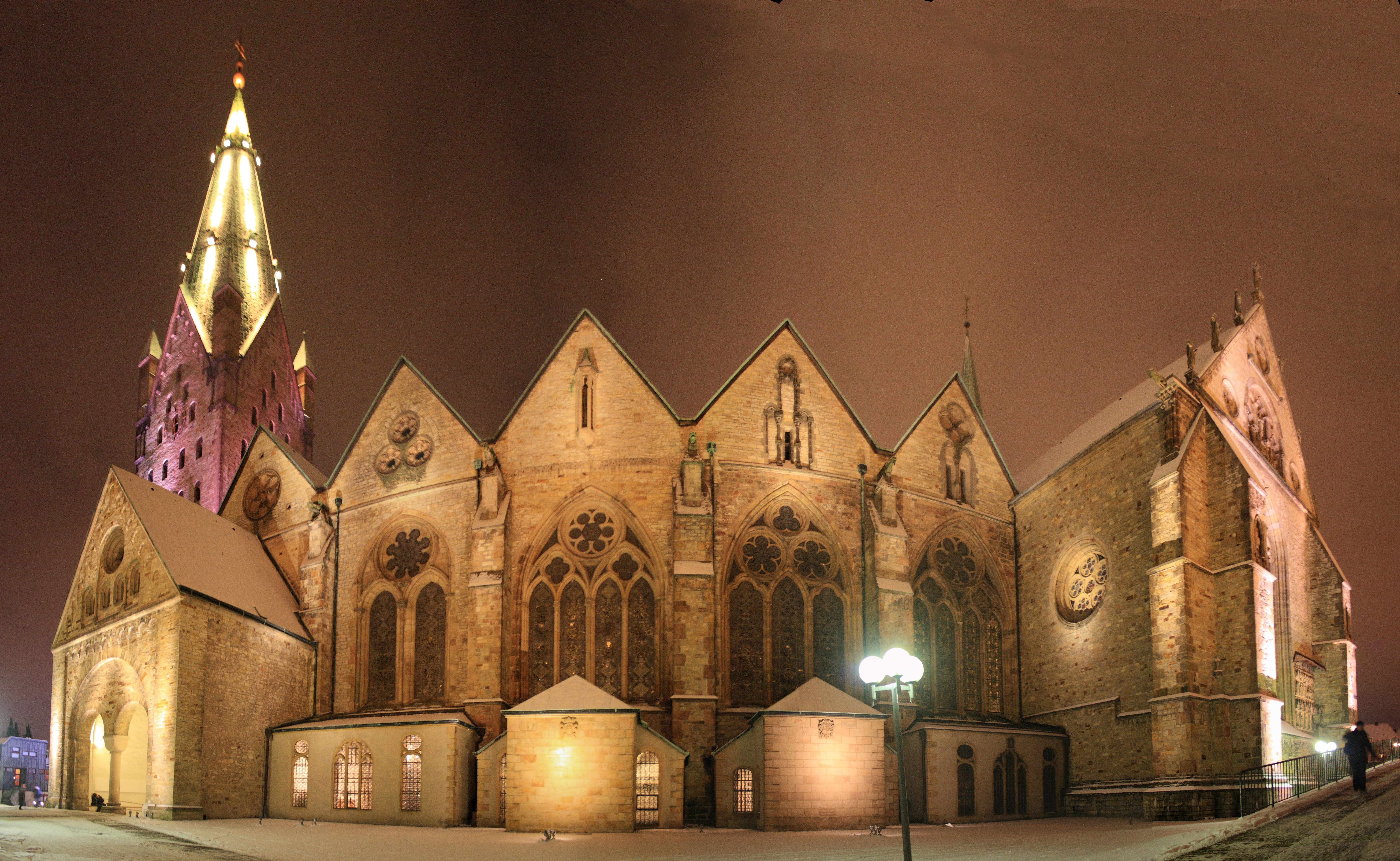
Dom bei Nacht (Paderborn)
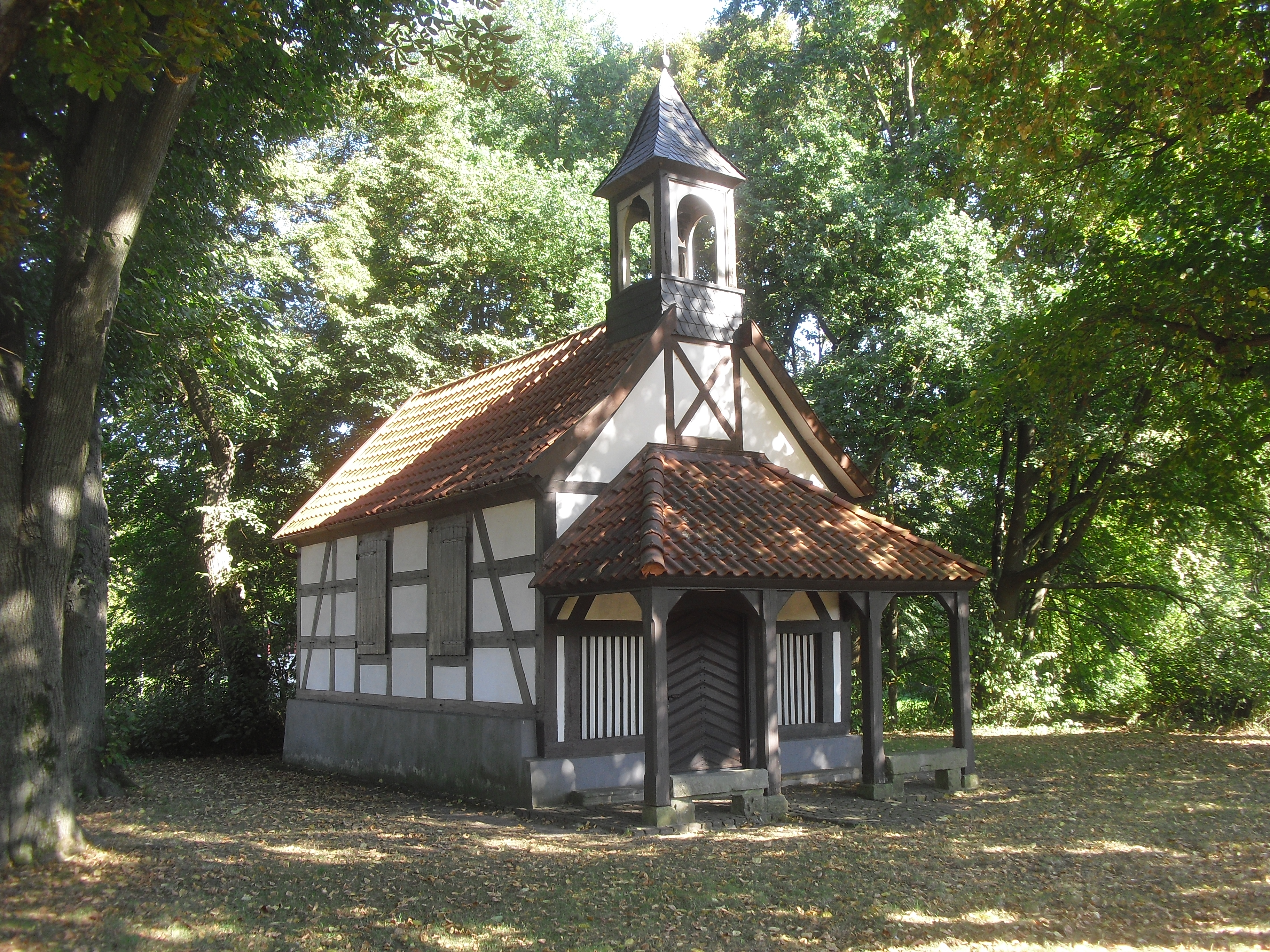
Rochuskapelle Schloss Neuhaus (Paderborn)
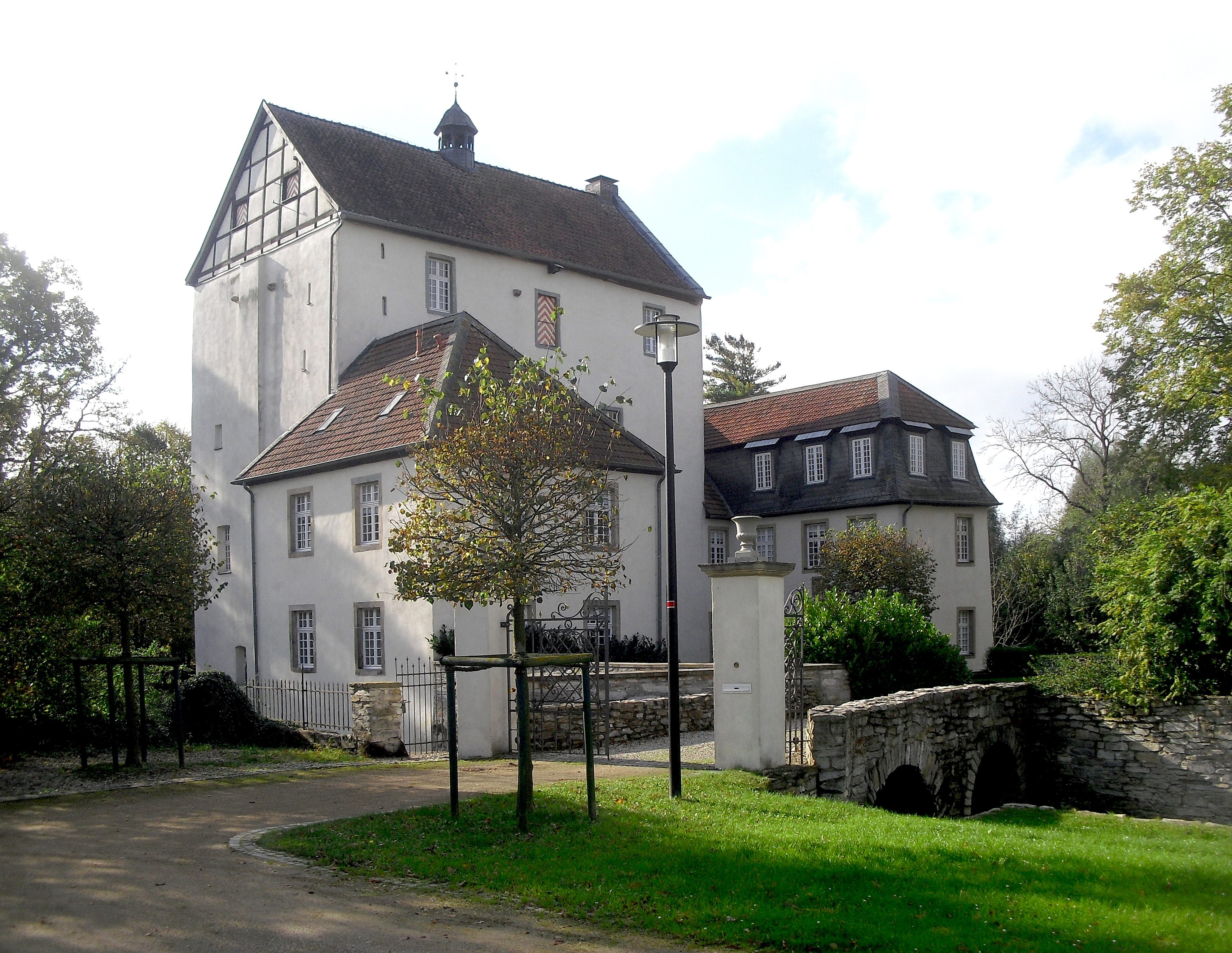
Gut Dreckburg (Salzkotten)